# بابکن آویدیسیان
بابکن آودیسیان (ارمنی: Բաբկեն Ավետիսյան، زاده ۱۹۲۸ در آبادان – درگذشته ۲۰۰۰) تهیه‌کننده فیلم ارمنی‌تبار اهل ایران بود. وی بین سال‌های ۱۹۵۹ تا ۱۹۶۵ میلادی (۱۳۳۸-۱۳۴۴) فعالیت می‌کرد.

## زندگی‌نامه
بابکن آودیسیان متولد ۱۹۲۸ (۱ مرداد ۱۳۰۷) در آبادان، دارای مدرک تحصیلی دیپلم بود. وی فعالیت سینمایی را با تهیه‌کنندگی فیلم بی ستاره‌ها به کارگردانی خسرو پرویزی آغاز کرد. از دیگر فعالیت‌های او می‌توان به مدیر دفتر واردات و توزیع فیلم و مؤسس استودیو تهران - شهرستان فیلم اشاره کرد. وی در ۲۰۰۰ (۲۸ اسفند ۱۳۷۸) در سن ۷۲ سالگی در لس آنجلس درگذشت.

## فیلم‌شناسی در مقام تهیه‌کننده
- شهر بزرگ (۱۳۴۴)
- آخرین گذرگاه (۱۳۴۴)
- آرامش قبل از طوفان (۱۳۴۰)
- آتش و خاکستر (۱۳۴۰)
- آخرین هوس (۱۳۳۹)
- بی‌ستاره‌ها (۱۳۳۸)